# (5191) Paddack
(5191) Paddack – planetoida z pasa głównego planetoid.

## Odkrycie i nazwa
Została odkryta 13 listopada 1990 roku przez Seijiego Uedę i Hiroshiego Kanedę w obserwatorium astronomicznym w Kushiro. Nazwa pochodzi od Stephena J. Paddacka (ur. 1934) – inżyniera zaangażowanego w misje wielu sond kosmicznych (m.in. COBE, ICE), którego badania nad ciśnieniem promieniowania znacząco przyczyniły się do zrozumienia efektu YORP. Przed nadaniem nazwy planetoida nosiła oznaczenie tymczasowe 1990 VO3.

## Orbita
(5191) Paddack obiega Słońce w średniej odległości 3,01 j.a. w czasie 5 lat i 80 dni.